# NGC 297
NGC 297 es una galaxia elíptica de la constelación de Cetus. 
Fue descubierta el 27 de septiembre de 1864 por el astrónomo Albert Marth.